# Ricardo Aldo Barreto Cairo
Ricardo Aldo Barreto Cairo (Ciudad de Panamá, 7 de julio de 1968) es un sacerdote y obispo panameño afincado en Venezuela. Entre 2019 y 2024 fungió como Obispo Auxiliar de Caracas.
Actualmente es el III Obispo de la Diócesis de Valle de La Pascua, nombrado por el Papa Francisco el 11 de enero de 2024, cuyo cargo tomó posesión el 9 de marzo de 2024. 

## Biografía

### Primeros años
Ricardo Aldo nació el 7 de julio de 1968, en Ciudad de Panamá, capital de Panamá. 
Fue bautizado en la Basílica menor Don Bosco, el 21 de agosto de 1968. 
Por situaciones familiares, sus padres decidieron mudarse a Venezuela en 1973 contando él con apenas 5 años. 
Su infancia, adolescencia y primera juventud transcurrieron en la popular Parroquia Santa Rosalía, del casco central caraqueño. 
En su iglesia parroquial fue monaguillo del Benemérito Mons. Pedro José Porras, cuyo testimonio sacerdotal dejó una huella indeleble en el hoy obispo. Allí recibió también el sacramento de la Confirmación, de manos de José Alí Lebrún.
Luego de 12 años en el país recibió a la edad de 17 años, la ciudadanía venezolana, en 1987.

## Formación
Sus estudios de primaria y secundaria los realizó en el Instituto Parroquial "Santa Rosalía", obteniendo el título de Bachiller en Ciencias. 
Durante dos años y medio estudió Comunicación Social en la Universidad Central de Venezuela, estudios que interrumpió para ingresar al Seminario San Pedro Apóstol de la Diócesis de La Guaira, El 17 de septiembre de 1989.
En el 2003 obtuvo la licenciatura en Teología, con especialización en Teología Moral, en la Pontificia Universidad de la Santa Cruz, en Roma Y realizó estudios para el doctorado en la misma universidad (2003-2007). 
En el 2009 recibe el título de Profesor en Educación Integral, por el Instituto Universitario Pedagógico Monseñor Arias Blanco de Caracas.

## Sacerdote
Recibió la ordenación diaconal el 1 de febrero de 1998, y la presbiteral el 15 de agosto de 1998 por imposición de manos de Francisco De Guruceaga Iturriza, Obispo de La Guaira, incardinándose a la Diócesis.  
Celebró su primera Misa al día siguiente, 16 de agosto, en la Catedral San Pedro Apóstol de La Guaira. 
A lo largo de su ministerio presbiteral ha desempeñado los siguientes cargos pastorales:
- Director de Estudios del Seminario San Pedro Apóstol de La Guaira (1998-2001; 2007-2008).
- Administrador Parroquial de la Parroquia Nuestra Señora de la Candelaria de Tarmas (2000-2001).
- Capellán de la Casa General de las religiosas Oblatas al Divino Amor, Diócesis de Roma (2004-2007).
- Párroco de la Parroquia Nuestra Señora de las Mercedes de El Junquito (2008-2012).
- Rector del Seminario San Pedro Apóstol de La Guaira (2012-2019)
- Miembro del Consejo Presbiteral y del Colegio de Consultores de la Diócesis de La Guaira (2014-2019).
- Presidente de la Organización de Seminarios de Venezuela - OSVEN.
- Miembro de la junta directiva de la Organización de Seminarios de Latinoamérica (OSLAM) (2016-2019)
- Miembro del consejo asesor nacional de pastoral de la Conferencia Episcopal Venezolana (2016-2019)
- Rector del Seminario Santa Rosa de Lima de Caracas desde 2019.

## Episcopado

### Obispo auxiliar de Caracas
El 17 de septiembre de 2019, el Papa Francisco lo nombró obispo titular de Badie y auxiliar de la Arquidiócesis de Caracas.
Fue consagrado el 23 de noviembre del mismo año, en el  templo nacional Don Bosco de Altamira, a manos del Arzobispo de Mérida y administrador apostólico de Caracas, Baltazar Porras.
Sus co-consagrantes fueron el Obispo de La Guaira, Raúl Biord Castillo SDB y el por entonces Obispo de Margarita, Fernando José Castro Aguayo.
Su primer cargo como obispo designado por el señor cardenal Porras, es el de responsable de la formación integral de los seminaristas y los sacerdotes de Caracas, conservando el cargo de rector del seminario Santa Rosa de Lima.

### Obispo de Valle de la Pascua
El 11 de enero de 2024, el Papa Francisco lo nombró obispo de la Diócesis de Valle de la Pascua, en sucesión del Excmo. Mons. Ramón Aponte, ahora obispo emérito de la misma circunscripción eclesiástica.